# 619–610 př. n. l.
Století: 8. století př. n. l. - 7. století př. n. l. - 6. století př. n. l.
Roky: 639 - 630 629 - 620 619 - 610 př. n. l. 609 - 600 př. n. l.

## Události
- 612 - Spojená vojska Babylonie a Médie dobyla a zpustošila asyrské hlavní město Ninive.
- Novobabylónská říše na jihu Mezopotámie: král Nabopolassar obnovuje Babylón, rozšiřuje stupňovitý chrám boha Marduka - babylónská věž - a staví Ištařinu bránu v ulici, kterou procházela procesí o novoročních svátcích.

## Narození
- 610 - Anaximandros, řecký filosof († 546 př. n. l.)

## Úmrtí
- 612 - Lýdský král Sadyattés

## Hlava států
- Babylon - Nabopolassar
- Judské království - Jóšijáš
- Asýrie - Sín-šarra-iškun
- Egypt - Psammetik I.
- Urartu - Rusa III.
- Médie - Kyaxarés II.